# گشایش و رهایش
گشایش و رهایش کتابی است منسوب به ناصرخسرو که در آن به سی پرسش فلسفی و کلامی پرداخته شده است. این کتاب دو بار توسط سعید نفیسی و فقیر محمد هونزای تصحیح شده است. متن موجود از این کتاب شامل ناهماهنگی‌ها و چندصدایی‌های بسیار است. برخی محققان انتساب کتاب به ناصرخسرو را پذیرفته‌اند و این ناهماهنگی‌ها را به تصرفات کاتب یا مترجم نسبت داده‌اند اما برخی انتساب متن به ناصرخسرو را رد کرده‌اند و معتقدند کتاب موجود در واقع ردیه‌ای است احتمالاً نوشته‌شده در قرن هفتم یا هشتم بر کتابی به نام گشایش و رهایش احتمالاً نوشته‌شده در دورهٔ مستنصر فاطمی.

## پانوشت‌ها
1. ↑  میبدی، شکوفه (۱۳۹۹). «بررسی اصالت متن «گشایش و رهایش»». آینهٔ میراث. ۱۸ (۶۷).